# SN 1998ee
SN 1998ee – supernowa typu II-pec odkryta 14 października 1998 roku w galaktyce A015331-5358. W momencie odkrycia miała maksymalną jasność 17,50m.